# Долорес (Колорадо)
Долорес (англ. Dolores) — місто (англ. town) в США, в окрузі Монтесума штату Колорадо. Населення — 885 осіб (2020).

## Географія
Долорес розташований за координатами 37°28′26″ пн. ш. 108°29′59″ зх. д. / 37.47389° пн. ш. 108.49972° зх. д. (37.473993, -108.499816).  За даними Бюро перепису населення США в 2010 році місто мало площу 1,89 км², уся площа — суходіл.

## Демографія
Згідно з переписом 2010 року, у місті мешкало 936 осіб у 431 домогосподарстві у складі 236 родин. Густота населення становила 496 осіб/км².  Було 501 помешкання (266/км²).
Расовий склад населення:
| - 90,4 % — білих - 2,1 % — корінних американців - 0,3 % — чорних або афроамериканців - 0,2 % — вихідців з тихоокеанських островів - 0,1 % — азіатів - 3,1 % — осіб інших рас |

До двох чи більше рас належало 3,7 %. Частка іспаномовних становила 10,9 % від усіх жителів.
За віковим діапазоном населення розподілялося таким чином: 22,5 % — особи молодші 18 років, 61,2 % — особи у віці 18—64 років, 16,3 % — особи у віці 65 років та старші. Медіана віку мешканця становила 41,8 року. На 100 осіб жіночої статі у місті припадало 99,6 чоловіків;  на 100 жінок у віці від 18 років та старших — 99,7 чоловіків також старших 18 років.
Середній дохід на одне домашнє господарство  становив 50 231 долар США (медіана — 34 813), а середній дохід на одну сім'ю — 69 097 доларів (медіана — 64 615). Медіана доходів становила 44 091 долар для чоловіків та 35 625 доларів для жінок. За межею бідності перебувало 16,2 % осіб, у тому числі 16,4 % дітей у віці до 18 років та 11,5 % осіб у віці 65 років та старших.
Цивільне працевлаштоване населення становило 536 осіб. Основні галузі зайнятості: освіта, охорона здоров'я та соціальна допомога — 16,6 %, мистецтво, розваги та відпочинок — 14,9 %, виробництво — 14,4 %, роздрібна торгівля — 14,2 %.